# Цензуру до пам'яті не допускаю
«Цензуру до пам'яті не допускаю» — радянський художній фільм 1991 року. Заснований на фактах біографії Олександра Пороховщикова, який виступив як автор сценарію, режисер і виконавець головної ролі.

## Сюжет
Герой картини значну частину свого життя прожив з важкими спогадами про дідуся, який загинув в епоху сталінських репресій. І ось прийшов час, коли б він зміг помститися за діда…

## У ролях
- Олександр Пороховщиков — Олександр Михайлович Самохін
- Галина Пороховщикова — Галина Олександрівна Самохіна, мати Олександра Михайловича
- Олена Мельникова — Галина Самохіна в молодості
- Микола Соколов — батько Самохіна
- Віктор Васильєв — Михайло Васильович, вітчим
- Максим Кудряшов — Шурик, Олександр Самохін в дитинстві
- Віталій Сєдих — Олександр Самохін, в юності
- Тамара Лебедєва — Ніна Олександрівна Самохіна, бабуся Самохіна
- Ірина Пороховщикова — Віра, кохана Самохіна
- Світлана Родіна — Ольга, подруга Віри
- Олександр Струнін — Петро Єгорович
- Юрій Родіонов — Ісаак Абрамович
- Олена Полосіна — Роза Іллівна, дружина Ісаака Абрамовича
- Степан Бубнов — начальник відділу кадрів (озвучив Ігор Єфімов)
- Юрій Румянцев — Віктор Сергійович, директор швейного заводу
- Валерій Ткачук — Клим, онук Ігоря Валентиновича Скоробогатова
- Геннадій Сергєєв — переслідувач
- Владислав Полшков — переслідувач
- Дмитро Назаров — Ніл Нілич Зобов
- Олександр Кретов — Ваня, господар дачі
- Всеволод Платов — батько Ані
- Родіон Родіонов — епізод
- Олена Малиновська — епізод
- А. Коротков — епізод
- І. Мальковська — епізод
- Катерина Петренко — Марія Олексіївна, сусідка Петра Єгоровича
- В. Лісовський — дідусь Самохіна
- Наталія Ніколаєва — епізод
- Інга Задорожна — епізод
- Ірина Бєлова — епізод
- Михайло Дудін — епізод
- К. Жукова — епізод
- Надія Лукницький — епізод
- Олексій Молочник — епізод
- М. Зінович — епізод
- Валентин Буров — таксист
- В. Єгоров — епізод
- В. Шехтман — епізод
- Ніна Марушина — епізод
- Олег Антонов — епізод
- В. Успенський — епізод
- Юрій Соболєв — епізод
- Ніна Боярська — епізод
- Марина Кузьміна — епізод
- Людмила Антонюк — сусідка Галини Самохіної, що оплакувала Сталіна
- Наталія Фіссон — повія на дачі
- Валентин Голубенко — пасажир електрички
- Валентин Букін — бородань в шапці на суботнику
- Агрій Аугшкап — лікар
- А. Андрєєв — епізод
- Юрій Єлісєєв — епізод

## Знімальна група
- Режисер —  Олександр Пороховщиков
- Сценарист —  Олександр Пороховщиков
- Оператор —  Олександр Устинов
- Художник —  Юрій Пугач
- Композитор —  Євген Геворгян